# Mojca Kumerdej
Mojca Kumerdej (nascida em 1964) é uma escritora, filósofa e crítica eslovena . Ela trabalha como cronista cultural do jornal diário Delo.

## Biografia
Kumerdej formou-se em filosofia e sociologia da cultura pela Universidade de Ljubljana. Seu romance de estreia Krst nad Triglavom (O Batismo no Monte Triglav) é uma paródia e uma revisão espirituosa e irônica de uma das obras mais importantes da história literária eslovena, o poema épico Krst pri Savici (O Batismo na Savica) de France Prešeren. Seus próximos dois livros publicados, Fragma e Temna snov, são coleções de contos. As suas histórias foram traduzidas para muitas línguas e publicadas em várias revistas e antologias literárias eslovenas e estrangeiras.
Em 2017, Kumerdej recebeu um Premio Prešeren Fund por seu segundo romance Kronosova žetev .

## Trabalhos publicados
- Krst nad Triglavom (O Batismo sobre o Monte Triglav), romance, (2001)
- Fragma (Fragma), contos, (2003) [4]
- Temna snov (Dark Matter), contos, (2011) [5]
- Kronosova žetev (Chronos' Harvest), romance (2016)